# Augochloropsis nasuta
Augochloropsis nasuta là một loài Hymenoptera trong họ Halictidae. Loài này được Moure mô tả khoa học năm 1944.